# Уокер, Джозеф (лётчик-испытатель)
Джозеф Альберт «Джо» Уокер (англ. Joseph Albert «Joe» Walker; 20 февраля 1921 — 8 июня 1966) — лётчик-испытатель НАСА, пилот North American X-15, являющийся неофициальным астронавтом. Первый человек, побывавший в космосе дважды. Совершил два суборбитальных космических полёта по международной классификации (на высоту более 100 км) и ещё один полёт на высоту свыше 50 миль, что считается границей космоса ВВС США. 22 августа 1963 года установил рекорд высоты для пилотируемых самолётов (107 км 960 м), побитый только 4 октября 2004 года. Единственный пилот, поднявший Х-15 выше линии Кармана, то есть в космос, причём дважды (а всего полётов Х-15 было около 200).

## Биография
Родился в маленьком городке в штате Пенсильвания, США. Участвовал во Второй Мировой войне в качестве пилота истребителя Lockheed P-38 Lightning и самолёта метеоразведки, имел ряд государственных наград. После войны стал лётчиком-испытателем в американской армии, обкатывая новые боевые машины. Затем участвовал в суборбитальной программе X-15 и, в последние 2 года жизни, в программе отработки посадок на Луну LLRV.

## Галерея
- Лётчики-испытатели, 21 июля 1945 года.
- Лётчики-испытатели, 18 марта 1952 года.
- Лётчики-испытатели, 1953 год.
- «Ковбой Джо», кабина X-1A, Эдвардс, Калифорния, 1955 год.
- Джо Уокер в компрессионном костюме возле кабины X-1E, 27 января 1958 года.
- Другой ракурс.
- Возле кабины X-15, 30 марта 1961 года.
- Возле кабины X-15, 30 марта 1961 года.
- Возле кабины X-15, 3 июня 1961 года.

## Гибель
Погиб в авиакатастрофе 8 июня 1966 года во время группового полёта. Его истребитель F-104 Starfighter засосало турбулентным потоком и ударило о хвостовую часть самолёта XB-70 Valkyrie, который тоже потерпел катастрофу. Как ни странно, его имя отсутствует на «Космическом зеркале» в центре имени Кеннеди на мысе Канаверал, хотя там есть имя другого пилота Х-15 Майкла Адамса, поднявшего машину всего на 81 км и погибшего в этом полёте в ноябре 1967 (такой полёт ниже 100 км не считается суборбитальным по стандартам ФАИ в отличие от полётов Уокера на 106 и 107,9 км). Есть на «Космическом зеркале» имена астронавтов, даже не совершавших ни орбитальных, ни суборбитальных полётов и разбившихся на тренировочных самолётах примерно в те же годы, а Уокера — единственного пилота, реально поднимавшего Х-15 в космос — нет.

## Память
В 1970 г. Международный астрономический союз присвоил имя Джозефа Уокера кратеру на обратной стороне Луны.